# Patrick Murphy (Politiker, 1983)

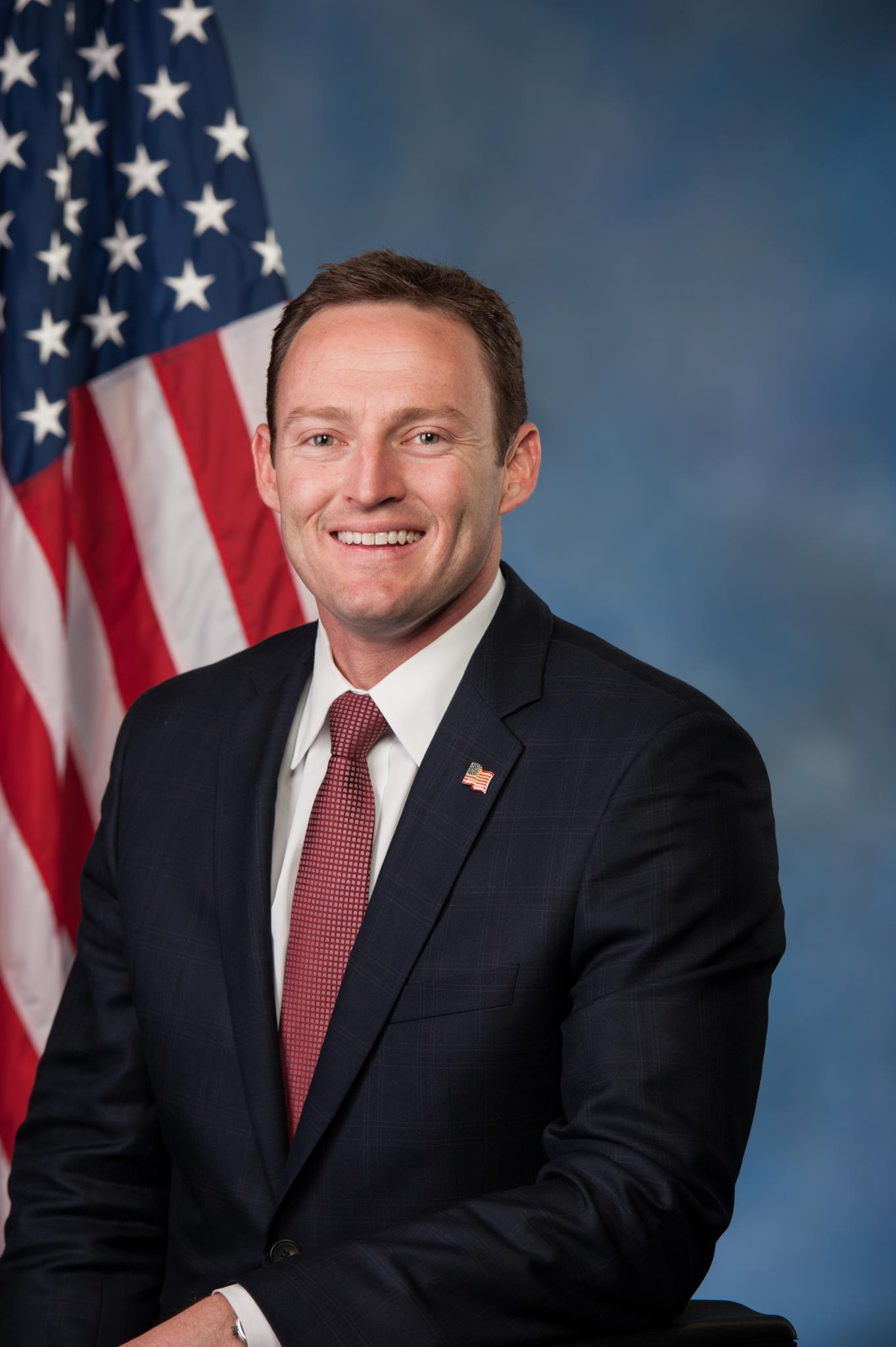
Patrick Murphy (2013)

Patrick Erin Murphy (* 30. März 1983 in Miami, Florida) ist ein amerikanischer Politiker der Demokratischen Partei. Von 2013 bis 2017 vertrat er den Bundesstaat Florida im Repräsentantenhaus der Vereinigten Staaten. Bei der Wahl zum US-Senat 2016 trat er für seine Partei an, unterlag aber dem Mandatsinhaber Marco Rubio. Da er zur zeitgleichen Wahl für das Repräsentantenhaus nicht angetreten war, schied er am 3. Januar 2017 aus dem Kongress aus. 

## Werdegang
Patrick Murphy besuchte bis 2002 die Lawrenceville School in New Jersey. Anschließend studierte er bis 2006 an der University of Miami Buchhaltung und Rechnungswesen. Damals kam er wegen Trunkenheit am Steuer und eines falschen Führerscheins mit dem Gesetz in Konflikt. Nach seinem Studium arbeitete er zunächst als vereidigter Buchhalter für einige Firmen. Anschließend wurde er Vizepräsident des familieneigenen Bauunternehmens. Während der Ölpest im Golf von Mexiko 2010 war er dort für einige Monate im Einsatz, um bei der Beseitigung des ausgelaufenen Öls zu helfen. Politisch schloss er sich zunächst der Republikanischen Partei an. Im Jahr 2011 wechselte er zu den Demokraten. Als Grund gab Murphy, der vor der Präsidentschaftswahl 2008 noch Mitt Romney unterstützt hatte, seine Frustration über die Tea-Party-Bewegung innerhalb der Republikaner und die aggressive Rhetorik ihrer Vertreter wie Allen West an.
Bei der Wahl zum Repräsentantenhaus der Vereinigten Staaten 2012 wurde Murphy nach einem kostspieligen und harten Wahlkampf im 18. Kongresswahlbezirk Floridas in das US-Repräsentantenhaus in Washington, D.C. gewählt, wo er am 3. Januar 2013 die Nachfolge von Ileana Ros-Lehtinen antrat, die in den neugeschaffenen 26. Distrikt gewechselt war. Murphys republikanischer Gegenkandidat Allen West, der bis dahin den 22. Bezirk Floridas im Kongress vertreten hatte, legte gegen den Wahlausgang Widerspruch ein und setzte eine Neuauszählung der Stimmen durch. Nachdem diese mit 50,4 % gegen 49,6 % zu Murphys Gunsten ausgefallen war, räumte West am 20. November 2012 seine Niederlage ein. Murphy war der jüngste Abgeordnete im 113. Kongress, hielt sich im Hintergrund und setzte sich für überparteiliche und lokale politische Fragen ein. Er galt vor der Wahl 2014 als Neuling in einem überwiegend republikanisch ausgerichteten Wahlkreis als einer der gefährdetsten Abgeordneten seiner Partei, schaffte aber gegen den nahezu unbekannten republikanischen Herausforderer Carl Domino die Wiederwahl mit fast 60 Prozent der Stimmen und breiter Unterstützung von Wählern, die für die Republikaner registriert waren. Murphy war Mitglied im Finanz- und Geheimdienstausschuss.
Im März 2015 kündigte Murphy an, sich bei der Wahl zum US-Senat 2016 für den Sitz zu bewerben, den bisher der Republikaner Marco Rubio innehatte. Ende August 2016 setzte er sich in der Vorwahl der Demokraten gegen Alan Grayson klar durch und wurde damit für seine Partei nominiert. Bei der eigentlichen Wahl traf er dann auf Rubio, der zwischenzeitlich in der Vorwahl seiner Partei um die Nominierung als Präsidentschaftskandidat 2016 unterlegen war, und unterlag mit 44 zu 52 Prozent der Stimmen. Da Murphy wegen seiner Senatskandidatur nicht mehr für das Repräsentantenhaus kandidiert hatte, schied er am 3. Januar 2017 aus dem Kongress aus. Sein Nachfolger wurde der Republikaner Brian Mast.
Murphy zog sich nach der Niederlage 2016 aus der Politik in den Privatsektor zurück und ließ eine mögliche Rückkehr offen. Er gilt als möglicher Kandidat für das Gouverneursamt Floridas bei der Wahl im November 2018, nachdem Rick Scott wegen Amtszeitbegrenzung nicht mehr antreten kann. Eine erneute Bewerbung um seinen früheren Sitz im Repräsentantenhaus gilt dagegen als unwahrscheinlich.

## Positionen
Murphy gilt als zentristischer Demokrat, der in gesellschaftspolitischen Fragen wie Schwangerschaftsabbruch (Pro-Choice) und Gleichstellung Homosexueller liberal, in fiskalpolitischen Fragen aber restriktiv ist. Er weicht häufiger von der Parteilinie ab; so unterstützte er die Republikaner im Repräsentantenhaus bei einem Gesetzesvorschlag, den Präsidenten dazu zu verpflichten, innerhalb von zehn Jahren den Haushalt auszugleichen und stimmte als einer von 19 seiner Fraktion für den Bau der ökologisch umstrittenen Pipeline Keystone XL. Zudem gehörte er 2014 zu den sieben Kongressabgeordneten seiner Partei, die der Einsetzung eines Untersuchungsausschusses zum Verhalten der Regierung Obama beim Anschlag auf die US-Botschaft im libyschen Benghazi zustimmten.